# بالاتكا
بالاتكا (بالإنجليزية: Palatka)‏ هي مدينة أمريكية تقع في ولاية فلوريدا. تبلغ مساحة هذه المدينة 19.5 (كم²)،ويبلغ عدد سكانها 10796 نسمة حسب إحصاء سنة 2010 م 10796.تشير إحصاءات سنة 2000م بأن الكثافة السكانية في هذه المدينة تقدر بـ(599.8) نسمة/كم2 

## معرض صور

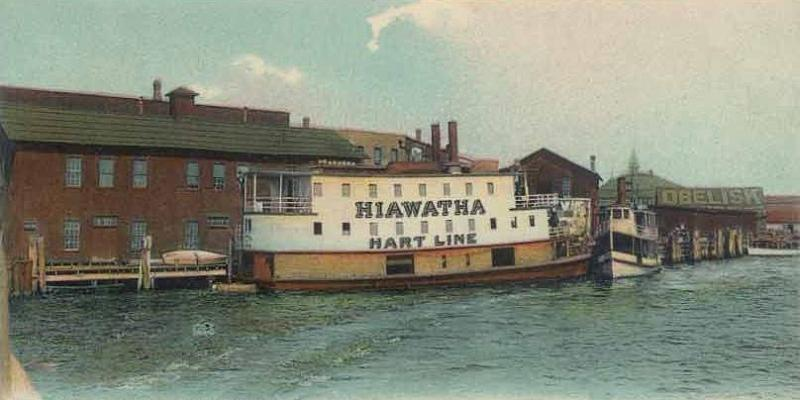
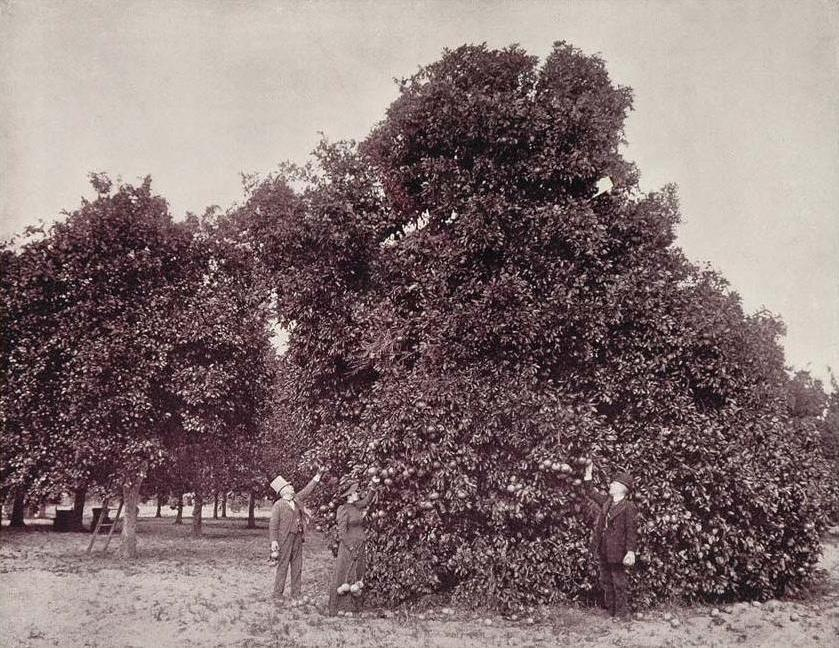
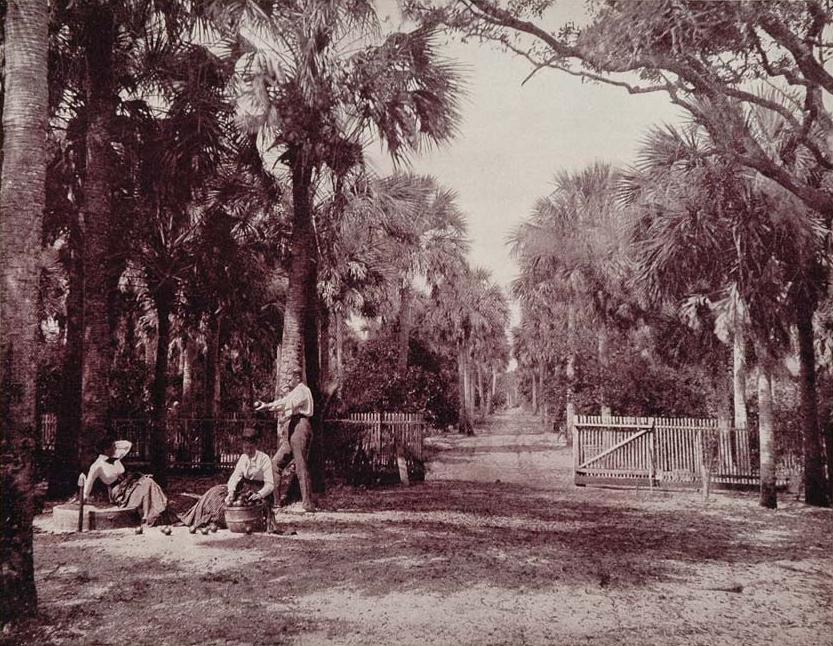
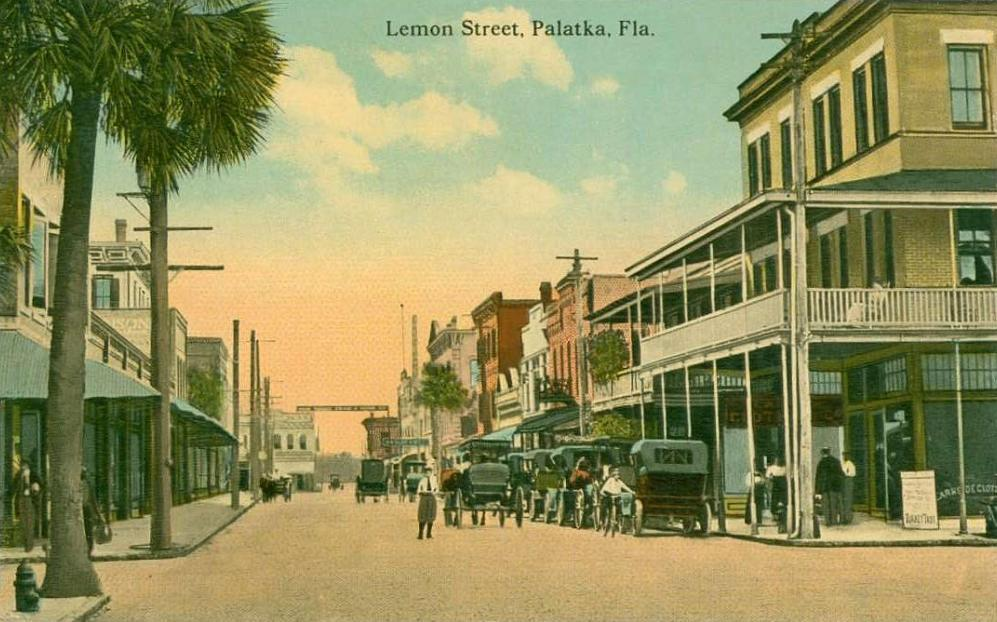

## أعلام
- هنري ماكنزي
- كلايتون بوفورد
- ميشيل مكول
- جون هنري لويد
- جورج تاكر
- جوزف ستيلويل
- إسحاق إتش برونسون
- جوني شامبرز
- أ. إم. ميلر